# Аријета (Катанцаро)
Аријета је насеље у Италији у округу Катанцаро, региону Калабрија.
Према процени из 2011. у насељу је живело 212 становника. Насеље се налази на надморској висини од 376 м.